# Des Arc (Arkansas)
Pour les articles homonymes, voir Des Arc et Arc.
La ville de Des Arc est l’un des deux sièges du comté de Prairie, dans l’État de l’Arkansas, aux États-Unis.

## Géographie

### Hydrographie et hydrologie
La localité porte le nom du bayou des Arc dont la confluence avec la rivière White est située à moins de 2 km au nord de Des Arc.

## Histoire

### Époque moderne
La ville a été fondée comme poste de traite Des Arcs à l'époque de la Louisiane française par les trappeurs et coureurs des bois français et canadiens-français venus arpenter la région après le passage de l'explorateur Jean-Baptiste Bénard de la Harpe qui remonta la rivière White et le bayou des Arc avant de fonder le poste de traite de Petit Rocher.

## Population et société

### Démographie

#### Évolution du nombre d'habitants
| 1880 | 1890 | 1900 | 1910  | 1920  | 1930  | 1940  | 1950  |
| ---- | ---- | ---- | ----- | ----- | ----- | ----- | ----- |
| 548  | 546  | 640  | 1 061 | 1 307 | 1 348 | 1 410 | 1 612 |

| 1960  | 1970  | 1980  | 1990  | 2000  | 2010  | - | - |
| ----- | ----- | ----- | ----- | ----- | ----- | - | - |
| 1 482 | 1 714 | 2 001 | 2 001 | 1 933 | 1 717 | - | - |